# Пам'ятники Бучі
Пам'ятники Бучі — пам'ятники у місті Бучі Київської області.
Станом на 27 травня 2011 у Бучі зареєстровані та знаходяться на утриманні Бучанської міської ради дев'ять культурно-історичних об'єктів.

## Пам'ятники
| Назва                                              | Дата встановлення | Розташування                                                                | Координати                                                                  | Фото | Короткі відомості |
| Меморіал на честь загиблих у Другій світовій війні |                   | Поблизу залізничного вокзалу на Алеї Слави                                  |                                                                             |      | |
| Воїнам-афганцям                                    |                   | В сосновому сквері на розі вулиць Вокзальної та Нове Шосе.                  | 50°33′16.4″ пн. ш. 30°13′00″ сх. д. / 50.554556° пн. ш. 30.21667° сх. д.    |      | Пам'ятнику вигляді бойової машини БРДМ-2 на кам'яному п'єдесталі. |
| Пам'ятний знак Михайлу Булгакову                   |                   | Між вулиць Вокзальна та Інститутська на місці дачі Булгакових               |                                                                             |      | |
| Шевченка Тараса, погруддя                          | 9 вересня 2010    | Поблизу Бучанської спеціалізованої школи-інтернату з боку вулиці Вокзальної | 50°33′12″ пн. ш. 30°13′8″ сх. д. / 50.55333° пн. ш. 30.21889° сх. д.        |      | В 2008 Бучанська міська рада вирішила знайти місце для встановлення пам'ятного знаку Тарасу Шевченку. В серпні 2010 розпочалися роботи по облаштуванню скверу і встановлення пам'ятника. Там же організована і бульварна частинка. Навколо пам'ятного знаку є чаша, оздоблена орнаментом у стилі пам'ятника. Пам'ятник відкрито 9 вересня 2010 року за участі Президента України Віктора Януковича та інших урядовців.. |
| Чорнобильцям                                       |                   |                                                                             | 50°33′27.6″ пн. ш. 30°12′23.9″ сх. д. / 50.557667° пн. ш. 30.206639° сх. д. |      | |

## Скульптури
| Назва            | Автор                    | Дата встановлення | Розташування                                                                                      | Ідея скульптури | Фото |
| ---------------- | ------------------------ | ----------------- | ------------------------------------------------------------------------------------------------- | --- | ---- |
| Старий і море    | Назар Білик              | 2009              | Парк біля міського ДК 50°33′20″ пн. ш. 30°12′41″ сх. д. / 50.5554868° пн. ш. 30.2114704° сх. д.   | «За твором Ернеста Хемінгуея» |      |
| Ангел            | Костянтин Добрянський    | 2009              | Парк біля міського ДК 50°33′23″ пн. ш. 30°12′38″ сх. д. / 50.5563893° пн. ш. 30.2105617° сх. д.   | |      |
| Єдність          | Адріан Балог             | 2009              | парк Мирному атому 50°33′29″ пн. ш. 30°12′22″ сх. д. / 50.5580297° пн. ш. 30.2062481° сх. д.      | «На створення скульптури „Єдність“ — надихнула природа, її багатство та безмежність. Вважаю, що останнім часом людина прагне відокремитися від природи, а це — неправильно. Не слід забувати, що ми — єдине ціле» |      |
| Плече героя      | Володимир Кочмар         | 2009              | Сквер ім. М. Булгакова 50°33′41″ пн. ш. 30°12′51″ сх. д. / 50.5614196° пн. ш. 30.2140933° сх. д.  | «Скульптура, яку я роблю у Бучі, чимось нагадує статуї, які тисячоліття стоять на острові Пасхи. Я хотів би в ній передати дух тієї монументальності і ритму» |      |
|                  | Костянтин Синицький      | 2009              | Парк біля міського ДК 50°33′21″ пн. ш. 30°12′40″ сх. д. / 50.555915° пн. ш. 30.2111686° сх. д.    | «Вільне трактування біблейського сюжету, де є Адам, Єва, змій, спокуса… Задум — зобразити відношення між чоловіком і жінкою, підняти вічну тему: хто ж кого спокусив?» |      |
| Річка долі       | Петро Глемязь            | 2009              | вулиця Героїв Майдану 50°33′04″ пн. ш. 30°12′54″ сх. д. / 50.5511169° пн. ш. 30.214972° сх. д.    | «Задумав створити досить ліричну композицію, яка пов'язана з нашими слов'янськими традиціями — зобразити дівчину на човні. Це досить просторова, тонка скульптура, яка складається з декількох деталей. Підставка під основну частину скульптури має тривимірний зміст — це вода в трьох напрямках. Скульптура побудована за принципом хреста і композиція працює як по вертикалі, так і по горизонталі. Тонка жіноча постать символізує материнство, життя, любов. Мене привабило у цьому задумі те, як тема давніх часів буде виглядати в сучасній скульптурі» |      |
| Мій острів       | Олександр Мацюк          | 2009              | парк Мирному атому 50°33′27″ пн. ш. 30°12′27″ сх. д. / 50.5574593° пн. ш. 30.2074553° сх. д.      | «Це зображення людини, яка заглиблена в себе, замислена. Ідея показати такий стан прийшла сама по собі, без стороннього втручання» |      |
| Діана            | Володимир Протас         | 2009              | вулиця Енергетиків 50°33′04″ пн. ш. 30°12′47″ сх. д. / 50.5512243° пн. ш. 30.2130415° сх. д.      | Діана — богиня полювання, природи. «У кожного своє уявлення про сюжети міфології. Я побачив Діану саме такою, яку передав у скульптурі: красивою дівчиною з птахом, якого вона тримає у руках, піднесених угору. До неба направляються і її помисли» |      |
| Людина і природа | Клим Степанов            | 2009              | парк Мирному атому 50°33′27″ пн. ш. 30°12′25″ сх. д. / 50.5574634° пн. ш. 30.2070191° сх. д.      | «Силует дерева, у який вписаний силует людини, поєднуючи таким чином дві сутності. Робота символізує єдність людини з природою. Крім того, символічною є і поза людини, яка простягла руки до неба, ніби оберігаючи природу» |      |
| Пробудження      | Юрій Олійник             | 2011              | Бучанський міський парк 50°34′04″ пн. ш. 30°13′23″ сх. д. / 50.567893° пн. ш. 30.22293° сх. д.    | «Це постать жінки, яка тільки-но прокинулася. Вона — ніжна, тендітна, слабка і сильна водночас. Узагальнена скульптура на задану тематику асоціює жінку з красивою квіткою чи паростком» |      |
| Сирена           | Андрій Садовий           | 2011              | Бучанський міський парк 50°34′01″ пн. ш. 30°13′29″ сх. д. / 50.5670698° пн. ш. 30.2248522° сх. д. | «Зваблива красуня із заплющеними очима, яка причаровує і заманює неперевершеним голосом. Фігуру обрамлюють крила-хвилі» |      |
| Охоронець лісу   | Богдан Корж              | 2011              | Бучанський міський парк 50°33′55″ пн. ш. 30°13′12″ сх. д. / 50.5652448° пн. ш. 30.220025° сх. д.  | «Фігура зображатиме істоту з крилами — химеру, сфінкса, який охоронятиме ліс. Це такий собі оберіг, талісман, який буде літати і слідкувати за навколишнім порядком» |      |
| Єва              | Іван Дем'ян              | 2011              | Бучанський міський парк 50°34′02″ пн. ш. 30°13′13″ сх. д. / 50.5673405° пн. ш. 30.220173° сх. д.  | «Постать жінки-спокусниці, жінки-загадки. Лінії фігури — досить виразні і динамічні» |      |
| Маргарита        | Клим Степанов            | 2011              | Сквер ім. М. Булгакова 50°33′38″ пн. ш. 30°12′50″ сх. д. / 50.5604198° пн. ш. 30.2139968° сх. д.  | «Силует Маргарити за романом Михайла Булгакова „Майстер і Маргарита“. Скульптура зображує легку фігуру жінки, яка вилітає з вікна і „парує“ над містом — ніби межа між земним життям і містичними пригодами героїні. До речі, образ Маргарити, за задумом автора, можна сприймати і як образ музи, натхненниці» |      |
| Материнство      | Василь Олашин (молодший) | 2011              | Бучанський міський парк 50°34′03″ пн. ш. 30°13′22″ сх. д. / 50.5674766° пн. ш. 30.2228531° сх. д. | «Фігура у вигляді матері з дитиною на руках» |      |
| Лісовичок        | Олександр Єлізаров       | 2011              | Бучанський міський парк 50°34′01″ пн. ш. 30°13′23″ сх. д. / 50.566935° пн. ш. 30.2231235° сх. д.  | «З одного боку — казковий персонаж, а з іншого — давній образ старослов'янської віри. Я вирішив створити „обличчя“ лісу — старого, доброго, глибокого образу» |      |
| Павлик-равлик    | Петро Романюк            | 2011              | Бучанський міський парк 50°33′53″ пн. ш. 30°13′07″ сх. д. / 50.5646645° пн. ш. 30.218586° сх. д.  | |      |
| Дід дубовик      | Арсен Пелюшок            | 2011              | Бучанський міський парк 50°33′55″ пн. ш. 30°13′09″ сх. д. / 50.5652007° пн. ш. 30.2190889° сх. д. | «Скульптура „Лісовий бог“ нагадує язичницькі монументи і несе в собі сакральний смисл, певну енергетику та ідею» |      |
| Паросток         | Роман Кикта              | 2011              | Бучанський міський парк 50°34′04″ пн. ш. 30°13′19″ сх. д. / 50.567703° пн. ш. 30.2218818° сх. д.  | Символізує життя |      |
| Лісова птаха     | Віталій Дахівник         | 2011              | Бучанський міський парк 50°34′03″ пн. ш. 30°13′08″ сх. д. / 50.5674652° пн. ш. 30.2189327° сх. д. | «Зображує пташку, яка тримає в дзьобі ягідку калини. Цією роботою автор хотів провести асоціацію між матір'ю і дитиною, з натяком на природу» |      |
| Спляча Мавка     | Марина Товкач            | 2011              | Бучанський міський парк 50°33′59″ пн. ш. 30°13′34″ сх. д. / 50.5663692° пн. ш. 30.2260001° сх. д. | |      |
| Олень            | Сергій Радько            | 2011              | Бучанський міський парк                                                                           | «Своєрідне переплетення людини з оленем і „говорить“ про мирне і гармонійне співіснування людини з тваринами, природою» |      |
| Мавка            | Микита Зігура            | 2011              | Бучанський міський парк 50°34′05″ пн. ш. 30°13′14″ сх. д. / 50.5680495° пн. ш. 30.2205051° сх. д. | «Зображає лісову Мавку, яка сидить на символічному дереві життя, роду. На цю роботу надихнув твір Лесі Українки „Лісова пісня“. …цей витвір є образом лісу, природи, первозданності та краси» |      |
| Майстер          | Костянтин Синицький      | 2011              | Сквер біля Novus 50°33′22″ пн. ш. 30°12′57″ сх. д. / 50.5560604° пн. ш. 30.2158616° сх. д.        | |      |
| Музика лісу      | Андрій Дацко             | 2011              | Бучанський міський парк 50°33′51″ пн. ш. 30°13′05″ сх. д. / 50.5642773° пн. ш. 30.2181555° сх. д. | Листок, тінь від якого нагадує музичний інструмент |      |
| Мудра черепаха   |                          |                   | Бучанський міський парк 50°33′52″ пн. ш. 30°13′11″ сх. д. / 50.5645082° пн. ш. 30.219852° сх. д.  | |      |
| Музикант         |                          |                   | Бучанський міський парк 50°34′01″ пн. ш. 30°13′05″ сх. д. / 50.5670419° пн. ш. 30.2179755° сх. д. | |      |
| Скрипка          |                          |                   | Бучанський міський парк 50°34′05″ пн. ш. 30°13′22″ сх. д. / 50.5681114° пн. ш. 30.2228385° сх. д. | |      |
| Жаба-чарівниця   |                          |                   | Бучанський міський парк 50°34′03″ пн. ш. 30°13′19″ сх. д. / 50.567616° пн. ш. 30.2220813° сх. д.  | |      |
| Олівці           |                          |                   | Парк біля міського ДК 50°33′22″ пн. ш. 30°12′41″ сх. д. / 50.5561696° пн. ш. 30.2115234° сх. д.   | |      |
|                  |                          |                   | Київська площа 50°33′08″ пн. ш. 30°12′53″ сх. д. / 50.5522441° пн. ш. 30.2148218° сх. д.          | |      |
| Тоторо           |                          |                   | Алея Променад 50°32′55″ пн. ш. 30°12′37″ сх. д. / 50.5485205° пн. ш. 30.2102155° сх. д.           | |      |

## Перспективи
Бучанська міська рада визначила для перспективного розвитку земельні ділянки:
- для відтворення та обслуговування садиби музею М. Булгакова (вул. Інститутська 55-А)
- для організації меморіального скверу та облаштування Братської могили загиблих в роки Другої світової війни (вул. Патріотів 20-А)
- для встановлення пам'ятного знаку жертвам голодомору 1932—1933 років і політичних репресій в Україні (в межах вулиць Тургенєва, Некрасова та Малиновського)
- для створення ландшафтного парку козацького побуту (на розі вулиць Шевченка та Тургенєва)[1].

## Виноски
1. 1 2  Бучанські новини. 10 червня 2011, сторінка 4. «Про комунальне господарство, культуру та роботу з підприємцями».
2. ↑  Бучанські новини. 20 серпня 2010, стор. 2. «У Бучі буде пам'ятник Шевченку». Автор: Вікторія Кончаківська, Посилання. [Архівовано 26 серпня 2010 у Wayback Machine.]
3. ↑  Бучанські новини. 10 вересня 2010, сторінки 1, 3. «Шевченко оселився в Бучі».
4. 1 2 3 4 5 6 7 8  Небесне в роскоші земній / Людмила Гладська // Бучанський міський Інтернет портал. — 2009. — 27 вересня. — Дата звернення: 10.04.2017.
5. 1 2 3 4 5 6 7 8 9 10 11 12 13  У Бучі проходить пленер скульпторів / Людмила Гладська // Бучанський міський Інтернет портал. — 2011. — 12 серпня. — Дата звернення: 10.04.2017.
6. ↑  Майстер і його твір / Микола Дем’янов // Бучанський міський Інтернет портал. — 2016. — 12 серпня. — Дата звернення: 10.04.2017.